# Liga Portuguesa de Basquetebol
La Liga Portuguesa de Basquetebol è la massima serie del campionato portoghese di pallacanestro. Nata nel 2008 dalle ceneri da una lega professionistica che venne dichiarata fallita per motivi finanziari,  viene gestita direttamente dalla Federazione cestistica del Portogallo.

## Storia
Il campionato nacque nel 1932 e fino al 1975, anno dell'indipendenza, vi parteciparono anche squadre dell'Angola e del Mozambico, che riuscirono anche a vincere cinque edizioni del torneo.
Le prime edizioni furono ad appannaggio della formazione di Carnide, mentre durante gli anni Cinquanta si contesero la vittoria l'Académica, il Porto, lo Sporting CP e il Barreirense.
Agli inizi degli anni 1960 il Benfica fece suoi cinque edizioni consecutive, con l'avvento poi delle squadre angolane e mozambicane, mentre sul finire degli anni 1970 fu accesa la rivalità tra Porto e Sporting CP.
Dal 1985 al 1995, con l'eccezione di una vittoria dell'Ovarense fu incontrastato il dominio del Benfica. Gli anni 2000 hanno visto la vittoria finale combattuta tra Sporting CP, Ovarense e Benfica.

## Albo d'oro
- 1932-1933  Conimbricense
- 1933-1934  União de Lisboa
- 1934-1935  Carnide
- 1935-1936  Carnide
- 1936-1937  Carnide
- 1937-1938  Carnide
- 1938-1939  Belenenses
- 1939-1940  Benfica
- 1940-1941  Carnide
- 1941-1942  Vasco da Gama
- 1942-1943  Carnide
- 1943-1944  Carnide
- 1944-1945  Belenenses
- 1945-1946  Benfica
- 1946-1947  Benfica
- 1947-1948  Vasco da Gama
- 1948-1949  Académica
- 1949-1950  Académica
- 1950-1951  Vasco da Gama
- 1951-1952  Porto
- 1952-1953  Porto
- 1953-1954  Sporting CP
- 1954-1955  Académica
- 1955-1956  Sporting CP
- 1956-1957  Barreirense
- 1957-1958  Barreirense
- 1958-1959  Académica
- 1959-1960  Sporting CP
- 1960-1961  Benfica
- 1961-1962  Benfica
- 1962-1963  Benfica
- 1963-1964  Benfica
- 1964-1965  Benfica
- 1965-1966 non disputato
- 1966-1967  Benfica de Luanda
- 1967-1968  Sporting Lourenço Marques
- 1968-1969  Sporting CP
- 1969-1970  Benfica
- 1970-1971  Sporting Lourenço Marques
- 1971-1972  Porto
- 1972-1973  Sporting Lourenço Marques
- 1973-1974  Malhangalene
- 1974-1975  Benfica
- 1975-1976  Sporting CP
- 1976-1977  Ginásio C.F.
- 1977-1978  Sporting CP
- 1978-1979  Porto
- 1979-1980  Porto
- 1980-1981  Sporting CP
- 1981-1982  Sporting CP
- 1982-1983  Porto
- 1983-1984  Queluz
- 1984-1985  Benfica
- 1985-1986  Benfica
- 1986-1987  Benfica
- 1987-1988  Ovarense
- 1988-1989  Benfica
- 1989-1990  Benfica
- 1990-1991  Benfica
- 1991-1992  Benfica
- 1992-1993  Benfica
- 1993-1994  Benfica
- 1994-1995  Benfica
- 1995-1996  Porto
- 1996-1997  Porto
- 1997-1998  Estrelas Avenida
- 1998-1999  Porto
- 1999-2000  Ovarense
- 2000-2001  Portugal Telecom
- 2001-2002  Portugal Telecom
- 2002-2003  Portugal Telecom
- 2003-2004  Porto
- 2004-2005  Queluz
- 2005-2006  Ovarense
- 2006-2007  Ovarense
- 2007-2008  Ovarense
- 2008-2009  Benfica
- 2009-2010  Benfica
- 2010-2011  Porto
- 2011-2012  Benfica
- 2012-2013  Benfica
- 2013-2014  Benfica
- 2014-2015  Benfica
- 2015-2016  Porto
- 2016-2017  Benfica
- 2017-2018  Oliveirense
- 2018-2019  Oliveirense
- 2019-2020 Cancellato
- 2020-2021  Sporting CP
- 2021-2022  Benfica
- 2022-2023  Benfica
- 2023-2024  Benfica
- 2024-2025  Benfica

## Vittorie per club
| Club              | Titolo | Città               | Anno |
| ----------------- | ------ | ------------------- | --- |
| Benfica           | 31     | Lisbona             | 1940, 1946, 1947, 1961, 1962, 1963, 1964, 1965, 1970, 1975, 1985, 1986, 1987, 1989, 1990, 1991, 1992, 1993, 1994, 1995, 2009, 2010, 2012, 2013, 2014, 2015, 2017, 2022, 2023, 2024, 2025 |
| Porto             | 12     | Porto               | 1952, 1953, 1972, 1979, 1980, 1983, 1996, 1997, 1999, 2004, 2011, 2016 |
| Sporting CP       | 9      | Lisbona             | 1954, 1956, 1960, 1969, 1976, 1978, 1981, 1982, 2021 |
| Carnide           | 7      | Carnide             | 1935, 1936, 1937, 1938, 1941, 1943, 1944 |
| Ovarense          | 5      | Ovar                | 1988, 2000, 2006, 2007, 2008 |
| Académica         | 4      | Coimbra             | 1949, 1950, 1955, 1959 |
| Portugal Telecom  | 3      | Lisbona             | 2001, 2002, 2003 |
| Vasco da Gama     | 3      |                     | 1942, 1948, 1951 |
| Maxaquene         | 3      | Maputo              | 1968, 1971, 1973 |
| Queluz            | 3      | Queluz              | 1967, 1998, 2000 |
| Belenenses        | 2      | Lisbona             | 1939, 1945 |
| Barreirense       | 2      | Barreiro            | 1957, 1958 |
| Oliveirense       | 2      | Oliveira de Azemeis | 2018, 2019 |
| Conimbricense     | 1      | Coimbra             | 1933 |
| União de Lisboa   | 1      | Lisbona             | 1934 |
| Benfica de Luanda | 1      | Luanda              | 1967 |
| Malhangalene      | 1      | Maputo              | 1974 |
| Ginásio C.F.      | 1      | Figueira da Foz     | 1977 |
| Estrelas Avenida  | 1      | Lisbona             | 1998 |